# كريستين سيلفربرغ
كريستين سيلفربرغ (بالإنجليزية: Kristen Silverberg)‏ هي دبلوماسية أمريكية، ولدت في عقد 1970.